# Semafor (netmedie)
 For alternative betydninger, se Semafor (flertydig). (Se også artikler, som begynder med Semafor)
Semafor er et amerikansk netmedie, der blev lanceret i 2022. Bag netmediet stod flere prominente journalister. Mediet offentliggør en blanding af analyser, nyhedsbreve og egne tophistorier og har især slået sig op på at præsentere sit indhold på en ny måde kaldet Semaform, der adskiller sig fra traditionel nyhedsformidling på en måde, der skulle gøre journalistikken mere troværdig.

## Historie
Semafor blev grundlagt af den tidligere chefredaktør for Buzzfeed News (senere fremtrædende skribent ved New York Times) Ben Smith og den tidligere topchef for Bloomberg Media Justin Smith i 2022. Det har ambitioner om at være et internationalt nichemedie, der forsøger at fremstille nyhedshistorier på en ny måde, den såkaldte Semaform. Den singaporeanske journalist Gina Chua blev mediets første executive editor.

## Semaform
Semaform er en særlig struktur for nyhedsartikler, som tydeligt skal skille faktuelle forhold fra journalistens holdninger og vurderinger. Derfor er artiklerne typisk opdelt i hver sin sektion med en selvstændig overskrift. Normalt kommer først et kort oprids af de relevante fakta, efterfulgt af "The Reporter's View", en sektion, der indeholder analyse eller en lederlignende kommentar fra artiklens skribent. Andre almindelige sektioner er "The View From", der forklarer sagens perspektiver set fra andre lande eller sider, der er berørt af sagen, og "Room for Disagreement", der forklarer, hvorfor skribentens egen vurdering kan være forkert.